# Louis III. de Bourbon, prince de Condé

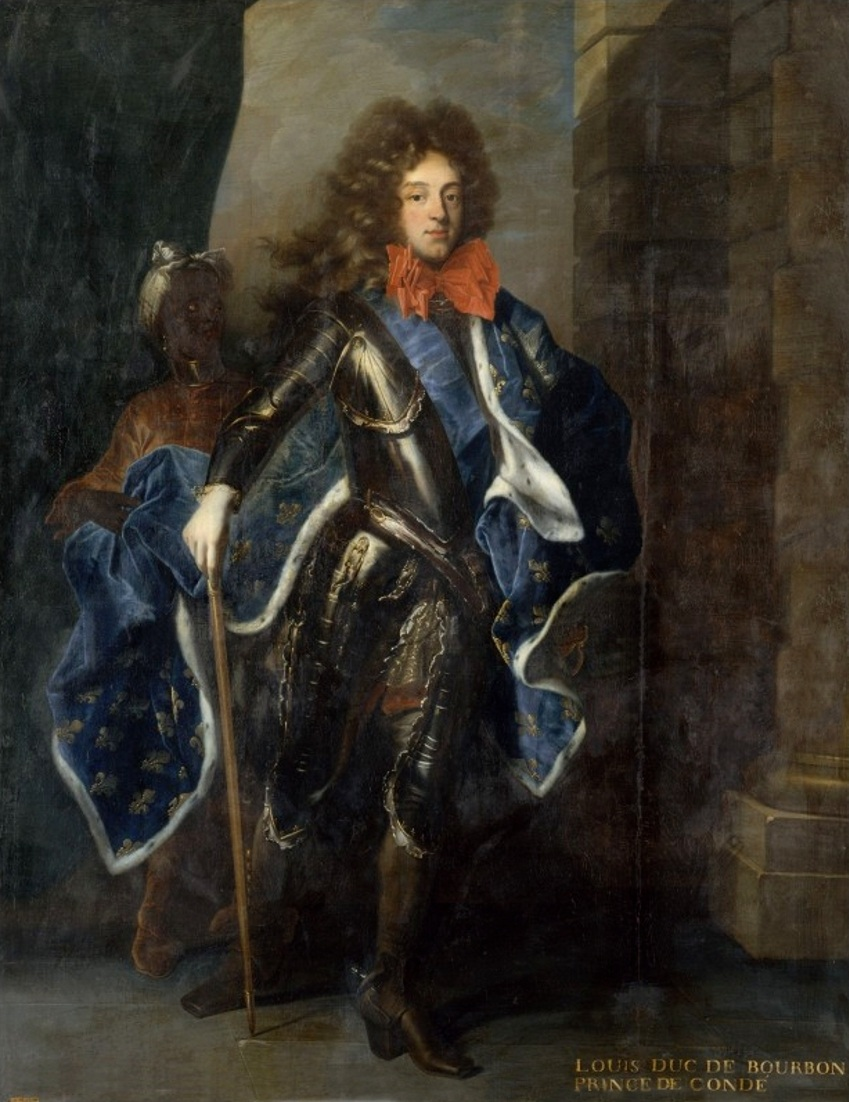
Louis III. de Bourbon; unbekannter Künstler, Schloss Versailles

Louis III. de Bourbon (* 11. Oktober 1668 in Paris; † 4. März 1710 ebenda) war ein französischer Prinz von Geblüt und Pair von Frankreich. Er war Oberhaupt der Linie Bourbon-Condé.

## Leben
Der Herzog von Bourbon, wie Ludwig genannt wurde, war der zweite Sohn Henri Jules de Bourbons und der Pfalzgräfin Anna Henriette von Pfalz-Simmern. Er kam im Hôtel de Condé  in Paris zur Welt. Er wird  als kurz gewachsen, mit großem Kopf und gelblicher Gesichtsfarbe beschrieben, außerdem als notorisch übelwollend und ärgerniserregend.
Er übernahm 1685 von seinem Vater das Amt des Großmeisters von Frankreich und wurde im folgenden Jahr Ritter des Ordens vom heiligen Geist. 1688 folgte er dem Dauphin zur Belagerung von Philippsburg und dem König, Ludwig XIV., zur Belagerung von Mons, 1691, und Namur, 1692. Er kämpfte auch in den Schlachten bei Steenkerke und Neerwinden. 1694 fungierte er als Lieutenant-général in Flandern.
Nach dem Tode seines Vaters 1709 erbte er dessen Titel und Ämter. Da aber nach dessen Tod der Titel eines Ersten Prinzen von Geblüt an Philippe II. de Bourbon, duc d’Orléans übergegangen war, nannte er sich nicht mehr – wie es bisher dem Prinzen von Condé zugestanden hatte – Monsieur le Prince, sondern behielt die Anrede Monsieur le Duc für den Herzog von Bourbon. Auch den Titel Prince de Condé führte er deshalb nicht.
Er starb im folgenden Jahr sehr plötzlich – wie es heißt, an einem Schlaganfall.

## Familie und Nachkommen
Louis III. de Bourbon war ab dem 24. Juli 1685 in Versailles mit Louise Françoise de Bourbon verheiratet, einer legitimierten Tochter Ludwigs XIV. mit der Madame de Montespan. Mit ihr hatte er neun Kinder:
1. Marie Gabrielle Éléonore (1690–1760) trat 1706 in die Abtei Fontevrault ein und starb als Äbtissin von Saint-Antoine-des-Champs in Paris
2. Louis Henri (1692–1740), Fürst von Condé
3. Louise Elisabeth (1693–1775), heiratete am 9. Juli 1713 Louis Armand II. de Bourbon, Fürst von Conti
4. Louise Anne (* 23. Juni 1695; † 8. April 1758)
5. Marie Anne (* 16. Oktober 1697; † 11. August 1741), heiratete heimlich Louis de Melun, Herzog von Joyeuse
6. Charles (1700–1760), Graf von Charolais
7. Henriette Louise (1703–1772), Äbtissin von Beaumont-lès-Tours
8. Elisabeth Alexandrine (* 15. September 1705; 15. April 1765)
9. Louis (1709–1771), Graf von Clermont

Außerdem mit einer Mademoiselle de Blanchefort:
1. Louise Charlotte (1700–1754), 1726 legitimiert; heiratete 1726 Nicolas de Changy, Graf von Roussillon

## Titel und Ämter
Louis III. de Bourbon trug im Laufe seines Lebens zahlreiche Adelstitel. Dazu zählten: Titularherzog von Bourbon, „duc de Bourbonnais“, 4. Herzog von Enghien, Herzog von Châteauroux, 2. Herzog von Guise, seit 1709 6. Fürst von Condé und „duc de Seurre-Bellegarde“, Marquis von Brézé und Graf von Charolais.
1685 wurde er zum Großmeister von Frankreich, 1686/88 zum Ritter des Ordens vom heiligen Geist ernannt. Als Militär bekleidete er das Amt des Gouverneurs von Burgund und Bresse.